# Harriet Quimby

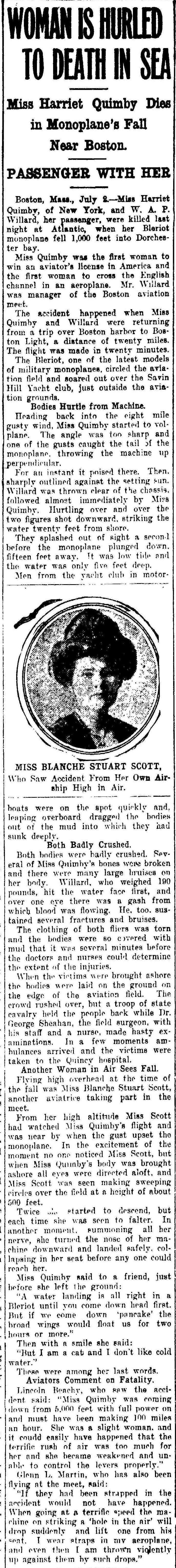
Todesnachricht im Fort Wayne Sentinel

Harriet Quimby (* 11. Mai 1875 bei Coldwater, Michigan; † 1. Juli 1912 bei Quincy, Massachusetts) war eine US-amerikanische Journalistin, Reisereporterin und Flugzeugführerin. Sie gilt als die erste bedeutende amerikanische Pilotin. Als erste Frau überquerte sie am 16. April 1912 im Alleinflug den Ärmelkanal.

## Leben
Harriet Quimby stammte aus einer Farmerfamilie in Michigan; über ihre Kindheit und Schulbildung ist nur wenig bekannt. Seit 1897 lebte sie in San Francisco, um Schauspielerin zu werden, arbeitete dann aber als Journalistin. Mit 27 Jahren ging sie nach New York City, um ihre journalistische Karriere fortzusetzen, und schrieb dort regelmäßig für die Zeitschrift Leslie’s. Auch als Foto- und Reisereporterin war sie erfolgreich; sie bereiste Kuba, Europa, Ägypten und Mexiko.

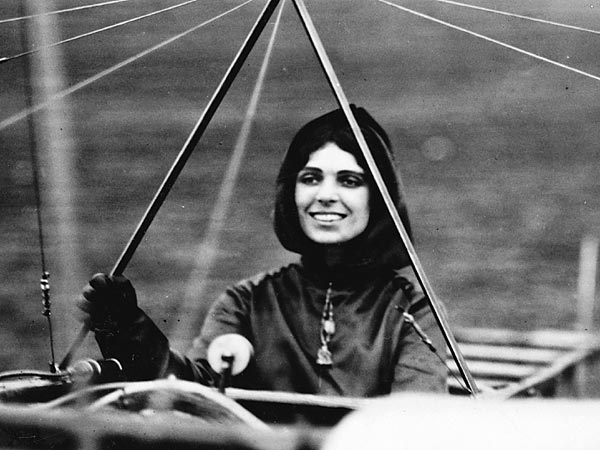
Harriet Quimby 1911 in ihrem Blériot-Eindecker

Im Jahr 1906 entdeckte sie bei einer Reportage über die Vanderbilt-Rennbahn ihre Leidenschaft für schnelle Fahrzeuge und erwarb selbst ein Auto. Mit Mitte dreißig war sie eine selbstständige, erfolgreiche Frau, die durch die Welt reiste und ihre Eltern materiell unterstützen konnte.
Quimbys Interesse für die Fliegerei wurde im Oktober 1910 geweckt, als sie einen Flugwettbewerb in Belmont Park besuchte, wo sie John Moisant kennenlernte, einen populären Flieger und Fluglehrer, der durch seinen Sieg bei einem Wettflug um die Freiheitsstatue berühmt geworden war. Seine Schwester Matilde und Harriet Quimby nahmen bei John Moisant und seinem Bruder Alfred Moisant Flugstunden. Die Brüder Wright nahmen zu dieser Zeit keine weiblichen Flugschüler an. Obwohl John Moisant kurz darauf bei einem Absturz ums Leben kam, setzen die beiden Frauen den Unterricht fort.
Quimby arbeitete in dieser Zeit weiterhin als Journalistin und schrieb 1911 sieben Drehbücher für Stummfilme, die von D.W. Griffith produziert wurden.
Am 1. August 1911 erhielt Quimby als erste Frau in den USA ihren Flugschein. Es folgte eine Reihe von Pionierleistungen, darunter der erste Nachtflug einer Pilotin, und zusammen mit Matilde Moisant der erste Flug weiblicher Piloten über Mexiko. Quimby berichtete in Leslie’s über ihre Flugabenteuer und entwarf Zukunftsszenarien von großen Passagierflugzeugen und der Einrichtung regelmäßiger Fluglinien.
Quimbys nächstes großes Ziel war die Überquerung des Ärmelkanals von England nach Frankreich, was Louis Blériot 1909 erstmals in umgekehrter Richtung geschafft hatte. Blériot, der ihr einen seiner 50-PS-Blériot XI-Eindecker lieh, war auch eine der wenigen Personen, die von ihren Plänen erfuhr, damit niemand aus Europa ihr zuvorkommen konnte. Im März 1912 reiste sie nach England, wohin Blériot ihr das Flugzeug schickte. Sie verhielt sich unauffällig und wartete auf gutes Wetter. Am 2. April durchkreuzte der britische Flieger Gustav Hamel ihre Pläne, die „erste Frau über dem Kanal“ zu sein, als dieser seine Landsfrau Eleanor Trehawke Davies bei einem Flug über den Ärmelkanal mitnahm – allerdings nur als Passagierin. Zwei Wochen später, am 16. April, startete Quimby von Dover bei bewölktem Himmel um 5:30 Uhr morgens und landete 59 Minuten später an einem Strand etwa 40 Kilometer von Calais entfernt, wo sie von den Einwohnern begeistert empfangen wurde. In der Presse fand ihr Flug hingegen kaum Beachtung, da der Untergang der Titanic am Tag zuvor weltweit die Schlagzeilen beherrschte.
Nach ihrer Rückkehr nach New York plante Quimby weitere Schau- und Wettbewerbsflüge. Der nächste – der dritte Boston Aviation Meet der Harvard University's Aeronautical Society – wurde für den 1. Juli 1912 in Squantum bei Quincy (Massachusetts) angesetzt. Sie wurde vom Veranstalter William Willard begleitet; die beiden starteten in einer neuen 70-PS-Eindeckermaschine von Blériot. Nach einem normalen Rundflug, in dem sie eine Höhe von etwa 900 Metern erreichten, setzte sie zur Landung an. Das Flugzeug neigte sich in einer Höhe von knapp 450 Metern aus ungeklärten Gründen plötzlich nach vorn und schleuderte die Insassen, die nicht angeschnallt waren, in etwa 300 Metern Höhe hinaus. Sie stürzten vor rund 5000 Zuschauern in der Dorchester Bay zu Tode.
Am 4. Juli 1912 wurde Harriet Quimby auf dem Friedhof Woodlawn beerdigt; ihre sterblichen Überreste wurden ein Jahr später auf den Kensico-Friedhof in Valhalla, New York, überführt.